# أشجع رجل في العالم (فلم)
أشجع رجل في العالم هو فيلم دراما مصري انتج في عام 1968، من إخراج حسن الصيفي وبطولة كل من شويكار وعبد المنعم مدبولي وأمين الهنيدي وتوفيق الدقن وعباس فارس ونجوى فؤاد وسهير الباروني.

## قصة الفيلم
تدور أحداث الفليم حول بنت تدعي (شكشوكة)، التي تضطر الكذب علي والدها المعلم (حسين) بأنها متزوجة في السر من أستاذها في المدرسة (سنقر) حتي لا تتزوج من المعلم (قره)، مما دفع سنقر بتمثيل دور زوجها ليقعا في حب بعضهما، وذات يوم يهرب أسد من حديقة الحيوان، ويتصادف وجود سنقر الذي يفقد نظارته فيرى الأسد على أنه خروف، وبدون قصد يساعد رجال الشرطة في الإمساك بالأسد، لتتغير حياته بعد ذلك.

## فريق العمل
تأليف وإخراج: حسن الصيفي

قصه وسيناريو وحوار: أنور عبد الله

مساعد المخرج: جمال عمار

### بطولة
- شويكار
- أمين الهنيدي
- عبد المنعم مدبولي
- محمد رضا
- توفيق الدقن
- عباس فارس
- زهرة العلا
- نجوى فؤاد
- سهير الباروني
- فؤاد المهندس (ضيف شرف)- شارب شربات الفرح

## وصلات خارجية
- مقالات تستعمل روابط فنية بلا صلة مع ويكي بيانات
- وصلة الفيلم بموقع السينما.كوم